# Fox Crime (Italia)
Fox Crime è stato un canale televisivo tematico italiano d'intrattenimento interamente dedicato al giallo e ai suoi sottogeneri, edito da Fox Networks Group Italy.
È stato il secondo canale televisivo del gruppo in ordine cronologico dopo Fox.

## Storia
Il canale era visibile a pagamento all'interno della piattaforma satellitare Sky Italia.
Fox Crime era disponibile nel pacchetto "Sky TV" ed era sintonizzato sul canale 116 (versione HD) e sul canale 117 (versione +1) dello Sky Box. Dal 31 marzo 2011 il canale insieme ai suoi timeshift, escluso Fox Crime HD, è trasmesso in formato panoramico 16:9. Dal 13 settembre 2013 il canale era disponibile su Sky Go.
Il palinsesto ospitava principalmente serie poliziesche come CSI - Scena del crimine, Law & Order e NCIS, offrendo anche varie rubriche dedicate al genere "crime", tra cui produzioni originale dedicate a storie criminose italiane. Tra queste Commissariato-Trevi Campomarzio (docu-story ideata e prodotta con la collaborazione della Polizia di Stato), Delitti (dedicata ai casi di cronaca nera del Novecento italiano), Racconti neri (in cui Giancarlo Giannini interpreta i classici della letteratura noir) e Le chiavi del mistero (condotto da Carlo Lucarelli).
Dal 9 settembre 2020 il canale era visibile esclusivamente in HD sul satellite; tuttavia la versione SD del canale ha continuato a essere disponibile in streaming su Sky Go fino al 1º aprile 2021.
Alle 00:05 del 1º luglio 2021, il canale ha cessato definitivamente le trasmissioni, quando parte del suo palinsesto è stato trasferito sul nuovo canale tematico a marchio Sky (Sky Investigation).

## Altre versioni

### Fox Crime +1
Ritrasmetteva la programmazione di Fox Crime un'ora dopo rispetto al canale principale. Il canale era disponibile sul canale 118 dello Sky Box. Il 16 ottobre 2013 si è trasferito al canale 116. Il 29 marzo 2014 si è spostato al canale 117. All'01:05 del 1º luglio 2021, il canale ha cessato definitivamente le trasmissioni.

### Fox Crime +2
Ritrasmetteva la programmazione di Fox Crime due ore dopo rispetto al canale principale. Lanciato l'8 novembre 2010, Fox Crime +2 era sintonizzato sul canale 143 dello Sky Box a partire dal 16 ottobre 2013 (precedentemente era visibile sul canale 119). Dal 3 al 26 gennaio 2016 è stato impiegato per la maratona Fox Files, durante la quale sono state trasmesse in maniera consecutiva tutte le stagioni della serie televisiva X-Files. Il 1º aprile 2020 il canale ha terminato le proprie trasmissioni.

### Fox Crime HD
Versione in alta definizione di Fox Crime, il canale ha iniziato a trasmettere il 1º luglio 2009 sul canale 117 dello Sky Box HD in simulcast con la versione SD. Il 16 ottobre 2013 si è trasferito al canale 115. Il 29 marzo 2014 si è spostato al canale 116. Dal 9 settembre 2020 era diventata la versione principale e l'unica visibile del canale sulla piattaforma.

## Programmi trasmessi

### Serie televisive
- American Crime Story (st. 1-2)
- Art of Crime (st. 1-2)
- Backstrom
- Balthazar (st. 1-3)
- Battle Creek
- Beck is back!
- The Blacklist (ep. 1-169)
- The Blacklist: Redemption
- The Bridge
- The Killing
- Boston Legal
- Candice Renoir (st. 1-8)
- Capitaine Marleau (st. 1-4)
- Conviction
- Copper (st. 1)
- Criminal Minds (st. 1-15)
- CSI - Scena del crimine (st. 6-16)
- Delitti in Paradiso (st. 1-2, 8-9)
- Detroit 1-8-7
- Dexter (st. 1-2, 6-8)
- Dicte
- Elementary
- Fast Forward
- Frankie Drake Mysteries (st. 1-2)
- Harrow (st. 1-3)
- The Intern (st. 1-5)
- Jo
- The Killing
- Miss Marple
- Poirot (st. 9-13)
- Law & Order - I due volti della giustizia
- Lebowitz vs. Lebowitz
- Leo Mattei - Unità Speciale (st. 1-6)
- Little Murders by Agatha Christie (st. 1-2)
- Loro uccidono
- Low Winter Sun
- Luther
- Major Crimes
- NCIS - Unità anticrimine
- NCIS: Los Angeles
- Il mostro di Firenze
- The Murders
- No Offence
- Private Eyes (st. 1-3)
- Profiling
- I testimoni
- Those Who Kill
- Unforgettable

### Rubriche
- I classici del mistero
- Le chiavi del mistero
- Psychic Detectives
- Pham Viet Dung
- Racconti neri
- Scatti di Nera
- Trace Evidence
- Crime Stories

## Speaker
- Massimo Corvo - speaker ufficiale

## Ascolti

### Share 24h* di Fox Crime
| [ 2 ] | Gennaio | Febbraio | Marzo | Aprile | Maggio | Giugno | Luglio | Agosto | Settembre | Ottobre | Novembre | Dicembre | Media anno |
| ----- | ------- | -------- | ----- | ------ | ------ | ------ | ------ | ------ | --------- | ------- | -------- | -------- | ---------- |
| 2015  | 0,42%   |          |       |        |        |        |        |        |           |         |          |          |            |

- Giorno medio mensile su target individui 4+